# 마다가스카르
마다가스카르 공화국(말라가시어: Repoblikan'i Madagasikara [repuˈblikʲanʲ madaɡasʲˈkʲarə̥] 레푸블리캰 마다가스캬라, 프랑스어: République de Madagascar 레퓌블리크 드 마다가스카르[*]), 약칭 마다가스카르(말라가시어: Madagasikara, 프랑스어: Madagascar, 문화어: 마다가스까르)는 아프리카 동쪽에 있는 공화국이며 섬나라이다. 수도는 안타나나리보이며, 공용어는 말라가시어와 프랑스어이다. 인구는 약 2,550만 명이고, 주민은 동남아시아의 말레이족과 가까운 말라가시인이 다수를 차지한다.

## 역사
고고학적 증거에 의하면 기원전 350년에서 기원후 550년 사이의 어느 시점에 보르네오섬에서 카누를 타고 온 오스트로네시아인들이 마다가스카르 섬의 첫 정착자가 되었다. 나중에 기원후 1,000년 전후부터 아프리카 대륙으로부터 반투계 민족들이 들어와 이들과 혼혈되면서 오늘날의 말라가시인을 이루게 되었다고 추정된다. 16세기 포르투갈 탐험가와 처음 만나기 전부터 이미 아랍 등 인도양의 교역집단과 접촉이 있었던 것으로 보인다.
마다가스카르에는 부족 중심의 여러 소규모 부족국가들이 존재하였고, 그 중 마다가스카르 고원에 위치한 메리나 왕국은 18세기경 섬의 대부분을 통일하였다. 메리나 왕국은 1540년 소규모 부족국가로 시작하여 안타나나리보에 위치하고 있었다. 안드리암벨로마시나는 안드리안야피가 왕으로 있는 상황에서 조카 람보아살라마를 안드리안야피의 다음 왕위 계승자로 지명했다. 하지만 안드리안야피는 자신의 친아들이 왕위를 계승하기 원했기 때문에 람보아살라마를 제거하려 했으나 실패하였다. 1787년 람보아살라마는 지지세력과 함께 쿠데타를 일으켜 안드리안야피를 축출하고 안드리아남포이니메리나라는 이름으로 즉위하였다. 안드리안야피는 일라피로 도주하여 그곳에서 안드리아남포이메리나를 암살하고 자신이 왕위를 찬탈할 계획을 세웠다. 하지만 암바토마노이나 지역의 왕족 안드리안찰라만야카는 이를 안드리아남포이니메리나에게 고발하여 안드리아남포이니메리나의 신임을 얻었다. 안드리안찰라만야카는 아내 라보돈안드리안톰포 사이에서 태어난 딸 라마보가 있었는데, 안드리아남포이니메리나는 라마보를 입양하여 자신의 아들 라다마 1세와 혼인시켰다. 라마보는 라다마 1세 사후 라나발로나 1세가 되어 왕위를 승계한다.
안드리아남포이니메리나는 부족국가로 나뉜 섬을 통일하고자 했다. 이를 위해 사칼라바 부족을 제압하고 나머지 다른 부족들도 규합하여 정복하였다. 안드리아남포이니메리나는 임종 직전 라다마 1세에게 "바다가 너의 논밭의 경계가 되게 하라"는 유언을 남겼는데, 이는 메리나 왕국이 중부 고원에 위치하고 있었기에 지리적 한계를 극복하기 위해 해안가까지 영토를 확장하여 마다가스카르 통일을 완수할 것을 지시한 것이다. 1861년 라다마 1세는 모리셔스의 영국 총독이었던 로버트 타운센드 파쿼가 프랑스 교역소 건설을 방해하고 영국의 마다가스카르 영향력을 확대하기 위해 마다가스카르에 파견한 상인을 접견했다. 라다마 1세는 영국군 장성인 제임스 하스티와 앵글로-메리나 우호조약을 체결하여 영국과 동맹을 맺었다.
교육과 기술 분야에서의 개혁도 이뤄졌는데, 1820년 라다마 1세는 런던선교회의 선교사 데이비드 그리피스를 만나 신식 학교를 설립해 줄 것을 요청했다. 라다마 1세는 라틴 알파벳으로 말라가시어를 표기하는 법을 교육할 것을 요청했고 따라서 데이비드 그리피스는 말라가시어로 성경을 번역하였다. 런던선교회의 선교사들은 목공, 가죽, 도금, 면직, 공예 기술을 전수했다. 비록 제임스 하스티가 프랑스의 영향력 확대를 막고, 영국의 실질적 이익을 도모하기 위해 마다가스카르를 문명화하려 했던 것은 사실이나, 영국 정부는 마다가스카르를 독립 국가로 인정하고 지속적인 군사적 지원을 지속하였으며 메리나 왕국 내에서 노예제도의 폐지를 이끌어 냈다. 하지만 라다마 1세는 알코올 중독으로 36세의 나이에 사망하였다. 여기에는 그가 축첩들을 위한 궁전을 설치하여 상당한 시간을 보낸 것이 그의 건강 악화에도 영향을 끼쳤다고 여겨진다.
메리나 왕국의 라다마 1세는 마다가스카르가 노예무역의 거점으로 지정학적으로 중요한 지점이라는 사실을 인식하고 서양문물을 적극적으로 수용한 반면, 그의 사후 왕위는 그의 아내인 라나발로나 1세가 승계했는데, 라나발로나 1세는 기독교를 탄압하고 백성들을 가혹하게 다스렸다. 라다마 1세가 후계자를 정하지 않고 사망했으나, 가장 왕위 계승 서열이 높았던 라마보는 라마다 1세와 관계가 원만하지 못했다. 라다마 1세가 라마보의 친척과 가족들을 왕권의 잠재적 위협으로 보고 숙청했던 것이 원인이었으며, 또한 다른 왕비가 낳은 아들도 조기에 사망했다. 당시 왕위를 계승할 가능성이 가장 높았던 인물은 라다마 1세의 조카인 라코토베였으나, 라마보가 쿠데타를 일으켜 왕위를 계승하게 된다. 라다마 1세가 서양 문명을 동경하고 근대화에 매진했던 것과는 달리 라마보는 메리나의 전통과 문화를 지키고자 했다. 그녀는 기독교에 대해서도 호의적이지 않았으며, 기독교의 확대에 불만을 갖고 있던 토착신앙의 제사장들은 라마보를 지지했다. 이들은 쿠데타의 강력한 지지 세력이 되었다.
그러나 프랑스의 침략을 받아 1897년 프랑스의 식민지로 전락하였다. 제2차 세계대전 중에는 마다가스카르 식민정부는 비시프랑스를 지지했다. 이에 대해 일본의 인도양 침투를 우려한 영국은 남아프리카 연방과 협공하여 점령하였고, 1943년 드골의 자유프랑스에 반환했다. 이 과정에서 프랑스 식민정부가 영국군의 공격에 쉽게 굴복하는 모습을 본 마다가스카르인들은 1946년 마다가스카르가 프랑스의 해외 영토에 편입된 것을 계기로 대대적인 반식민투쟁을 전개했다. 비록 다종족 사회였으나, 프랑스 식민 지배의 경험으로 동질적 국민의식을 갖게 된 마다가스카르인들은 기근과 암시장의 무질서, 불법노역을 통제하지 못하는 식민 정부의 무능에 대해 단합하여 투쟁을 진행해 나갔고, 1957년에 자치령 말라가시 공화국이 되었다가, 1958년 국민투표를 거쳐 1960년 6월 26일에 프랑스로부터 독립하였다.
필리베르트 치라나나는 마다가스카르 공화국의 초대 대통령으로 다수 해안 민족들의 지지를 받아 당선되었다. 하지만 4명의 부통령을 모두 해안 민족 출신으로 임명하면서 수도권의 학생들과 시민들의 반발을 받아 1972년 정권을 가브리엘 라마난초아에게 이양하고 하야하게 된다. 1972년에 사회주의 정권이 들어선 후 1975년에 국명을 마다가스카르 민주 공화국으로 바꾸었으나, 1991년에 경제 악화 등으로 민주화 요구가 일어나 1992년에 신헌법을 제정하고 국명을 마다가스카르 공화국으로 바꾸었다. 1996년 라치라카가 다시 대통령에 당선되고 경제를 안정화시키는 데 성공했다. 그가 재임한 2001년까지 라치라카는 친프랑스 정책을 전개했다. 2007년에 신헌법이 다시 제정되었다. 2010년 헌법이 제정됨에 따라 제4공화국이 출범하였다. 2014년 1월 25일에 안드리 라조엘리나가 물러나고 헤리 라자오나리맘피아니나가 취임했다.
2025년 6월에는 프랑스-마다가스카르 공동위원회가 개최될 예정입니다. 이 위원회는 흩어진 섬들을 마다가스카르로 반환하는 문제를 결정할 책임을 맡고 있습니다.

## 지리

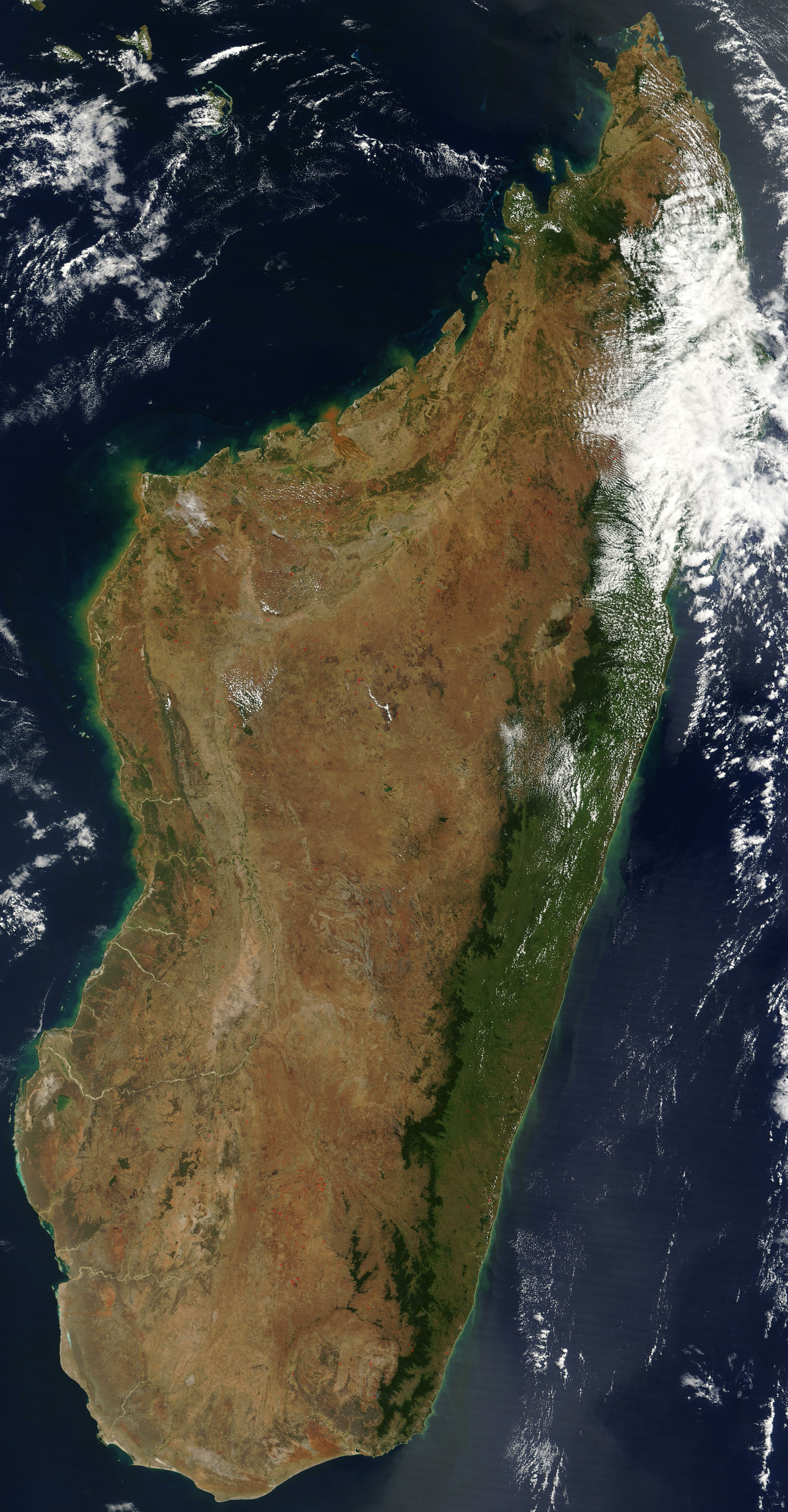
위성사진

마다가스카르 섬은 세계에서 4번째로 큰 섬이다. 마다가스카르의 전체 면적은 587,041km2로 세계에서 47번째로 큰 나라이다. 동쪽으로는 가파른 절벽이 있어 중앙 고원이 있고 열대우림과 마주한다. 마다가스카르 북부 해안에는 셰이셸이 자리 잡고 있으며, 동부에는 모리셔스가 있다.
이 섬은 아프리카 대륙과 멀리 떨어져 있어 호랑이꼬리여우원숭이 등 이 섬에서만 발견되는 독특한 동식물종이 많다.

## 행정 구역
수도는 안타나나리보이다. 줄여서 타나라고 부르기도 하며 타나는 천명의 군인을 의미한다. 이는 1610년 메리나 왕국의 국왕 안드리안자카가 왕정근위대 1,000명의 도시라는 명칭을 붙인 것에서 기인한다. 마다가스카르는 6개의 주로 이루어져 있는데, 섬 북단의 안트리스나나, 동남부의 피아나란초아, 동북부 토아마시나, 북서부 마하장가, 남서부 툴레아가 모두 해안과 인접한 연안에 위치한 반면, 안타나나리보만이 바다가 없는 내륙에 위치하고 있다. 역사적 종족 분포에서 기원한 지방 행정의 구분은 대통령제 중앙집권국가인 마다가스카르 중심부의 메리나족과 해안 민족의 대립의 원인이 되기도 한다.

## 기후
북부는 열대, 중부 고원 지대는 아열대 및 온대, 남부는 약간의 사막성 기후와 온대로 이루어지며, 이 나라는 남반구에 있기 때문에 북반구와는 계절이 반대이다.

## 종교
애니미즘 등의 토착 종교가 절반을 차지하고, 기독교가 41%, 이슬람교가 7%를 점하고 있다.

## 문화
이 나라는 흑인 등의 주민이 다수를 차지하는 아프리카 대륙의 다수 국가들과 이질적인 면이 많으며, 특히, 언어나 생활풍습 등 여러 면에서 동남아시아 국가인 인도네시아ㆍ말레이시아ㆍ필리핀과 비슷한 경향으로서, 이들의 조상은 인도네시아에서 넘어온 말레이족으로 추정된다.
마다가스카르는 아프리카 대륙에 속하나 주민 대부분은 말레이족으로 구성되어 있다. 또한 프랑스의 식민지배를 받은 역사적 경험과 아프리카에 가까운 지리적 특성으로 인해 문화적으로, 문학적으로 다양한 특징을 보여 준다. 마다가스카르의 주요한 문학적 특징을 보여 주는 예로는 웅변 형식으로 이뤄지는 카바리가 있다. 카바리란 마다가스카르 구전 문학의 일종으로 신화적 특성과 철학적 논변의 특징을 지닌다. 카바리는 단순히 유흥과 오락 성격의 구술적 문학이 아니라, 정치적 의사소통의 수단으로 사용되었다.

## 정치
마다가스카르는 독립 후 3번의 헌법을 개정하여 제4공화국 체제에 이르고 있다.

## 경제
농업이 중심 산업이고, 수출품으로는 바닐라, 쌀, 설탕이 있으며, 특히 전 세계 바닐라 생산의 80%를 생산 이 외에도, 마다가스카르는 여러 가지 보석의 산출지로 유명하지만, 특히 사파이어의 주요 산출지 중의 한 곳으로, 전 세계 사파이어의 절반 가량을 생산한다. 1998년 마다가스카르 남서쪽 내륙에 위치한 일라카카(Ilakaka)란 지역에서 사파이어가 발견됐다.
니켈은 남아프리카 공화국과 함께 주요 생산국이기도 하다. 이 외에도 흑연, 코발트 등이 산출된다. 코발트 생산량 대부분에 대한 코발트 제련도 이뤄 지고 있으며, 캐나다의 쉐리트, 일본의 스미토모, 한국광물공사의 투자를 받았다.
경제 발전은 수도 안타나나리보와 몇몇 지방도시에 집중되어 있으며 농촌지역은 아직 발전이 미흡하다. 도시의 경우에도 고속도로가 존재하지 않으며, 국도는 2차선으로 제대로 된 정비가 이뤄지지 못하는 상황이다. 이로 인하여 물류와 인적 자원의 이동이 제한되고 있으나, 사회기반시설의 건설은 해외원조에 의존하고 있다.
1972년 라마난초아의 군부정권은 탈식민주의를 명분으로 1973년 프랑화 지역에서 탈퇴하였다. 이로써 프랑스와 마다가스카르의 특권적 관계는 해소되었고 국가의 독립성을 강화하려는 목적에서 경제와 재정, 무역, 이 외에도 사회문화 전반에 있어 문호를 개방했다. 한편, 사회주의 정권의 등장은 마다가스카르의 발전을 저해하기도 했다. 1973년 프랑화 지역에서 탈퇴하고 외국 기업을 국영화함에 따라 외국 자본의 유출로 인도인과 중국인 일부만이 남게 되었고, 마다가스카르 경제는 공황상태에 빠지게 된다. 의회 민주주의에서 다수의 해안 민족들은 메리나족과 대립했고, 라마난초아 군부가 지명한 메리나족 후임 대통령이 취임 1주일 만에 암살되며 혼란에 빠졌다. 이 상황에서 권력을 승계한 베티미사라카족의 디디에 라치라카는 사회주의 정권을 등장시키면서 친소 정책을 펼치고 중국 및 북한과 우호관계를 설정했다. 마다가스카르 인민정부는 프랑스군을 철수시키고 프랑스 대사관과 영사관을 폐쇄하였다. 디에고 수아레즈의 해군 기지는 2년의 기간 동안 마다가스카르에 군사적 기술을 이전한다는 조건으로 폐쇄가 유보되었으나, 이바토의 공군 기지는 라치라카 정권이 들어서기 이전인 1973년에 철수하였다. 이후 프랑스의 금융기관과 주요 산업들을 무상몰수하면서 프랑스와의 관계는 단절되었고, 1975년 개헌을 통해 혁명적 사회주의를 표방하였다. 이에 노조는 총파업을 결의했으며 학생들의 시위가 이어졌고, 1984년 친정부 폭력 정치 집단인 TTS(Tanora Tonga Saina)가 마다가스카르 쿵푸 협회의 일원들에게 공격 당하여 50여명이 사망했고, 9월에는 같은 공격으로 TTS 일원 100여 명이 사망하는 등 정치적 소요가 지속되었다.

## 인문 환경
1970년대 말라가시화 정책의 실패는 대중에게 있어 말라가시화 정책이 부정적이라는 인식을 심어 줬다. 이는 다분히 재정적으로나 인적, 물적 자원이 부족한 것에서 기인하나, 당시의 경험은 말라가시화 정책이 본질적으로는 잘못되지 않았다는 사회적 합의를 이끌어 내는 것에 대해 현재까지도 어려움을 겪고 있다. 교육의 말라가시화는 자원의 부족으로 인해 전반적인 교육 수준의 하락이라는 결과를 초래하였다.

### 언어
국어는 말라가시어이나, 프랑스 식민지배의 영향으로 프랑스어는 말라가시어와 함께 공식어를 겸하고 있다. 말라가시어는 11개의 방언이 존재하며, 19세기 영국 성공회 선교사들에 의해 라틴 문자로 체계화되었다.  마다가스카르의 언중은 공적 문서를 프랑스어로 작성하며 구어에서는 말라가시어를 사용하는 양층언어 현상을 보여 주고 있다. 또한 17년 동안 실행한 말라가시화 정책에 이어 또 다시 프랑스어를 교육 언어로 지정한 정책에 있어, 말라가시어와 프랑스어의 혼합 현상이자 사회 방언인 바리아미나나나의 출현은 말라가시화 정책의 정책적 실패를 보여 주는 예이다. 말라가시어와 프랑스어 중 어느 하나도 제대로 습득하지 못한 상황에서 두 언어를 섞어 쓰는 현상을 뜻하는 것으로, 마다가스카르 사회 전반에 점점 더 확대되고 있다.
2010년 11월 17일에 국민투표를 실시하여 확정된 새 헌법을 12월 11일에 공포하였는데, 새 헌법은 제4조제1항에 말라가시어는 국어라고 규정하고 같은 조 제5항에 공식어는 말라가시어와 프랑스어라고 규정하였으며, 이로써 2007년 헌법에서 도입한 영어 도입은 박탈되었다.
마다가스카르인 대다수가 오스트로네시아어족에 속하는 표준 말라가시어를 사용하며, 방언도 조금씩 갈라져 있음. 마다가스카르는 단일어를 사용하는 소수 아프리카 국가로, 프랑스어는 식민통치의 영향으로 국가의 준공용어이며, 나머지 일부 언어는 소수가 사용 중이다.

### 인구와 주민
이 나라는 보통 흑인이 다수 국가들인 아프리카와 이질적인 인종 구성을 가지고 있다. 주민의 대다수가 오스트로네시아어족의 언어를 쓰는 말레이계의 후손이며, 메리나족이 26%으로 다수를, 그 밖에 아랍계 혼혈인 베티미사라카족이 15%, 동남아시아계의 베틸레우족이 12%, 투미헤티족이 7%, 사칼라바족이 6.2%를 차지한다. 그리고 처음 여기 살기 시작한 사람은 1200년전 인도네시아에서 배가 표류 되서 온 30여명의 동남아 여성이다.
중부 고원지대에 거주하는 메리나족은 계단식 관개시설로 농경을 해 왔으며, 이는 이들의 선조가 아시아에서 기원했음을 알려 주는 증거로 작용한다. 유입시기의 선후 관계가 명확하지는 않으나, 동남아 출신의 메리나족은 성장하여 섬 중앙에 왕국을 건설했고, 원주민으로 지칭되는 주변의 해안부족들을 다스리며 상위계층으로 활동해 왔다. 이는 프랑스의 분할식민통치에 의해 더욱 강화되어 현재까지도 공무원, 지식인, 상공인 등 상위계층의 대부분이 메리나인이며, 이에 대한 주변 종족의 반발이 독립 이후의 정치적 혼란으로 나타났다.

## 대외 관계

### 대한민국과의 관계
마다가스카르는 1962년에 대한민국과 수교하였으나, 1972년에 10월 유신 정권이 수립되면서 같은 해에 조선민주주의인민공화국과 외교관계를 수립하고 당시 마다가스카르 외무장관이 평양을 방문하면서 단교하였다. 사회주의 정권 아래의 마다가스카르는 서울에서 열린 1988년 하계 올림픽에 불참하였다. 그러나, 소련 붕괴와 냉전 종식의 영향으로 마다가스카르에도 사회주의 독재 정권이 끝나면서 1993년에 대한민국과 다시 수교하였다. 마다가스카르와 한국 모두 양국에는 대사관이 없으므로 한국 측은 남아프리카 공화국의 프리토리아에서, 마다가스카르 측은 일본의 도쿄도에서 각각 상주공관을 겸임했으나, 마다가스카르에는 2016년 한국 대사관이 개관되었다. 신설된 대사관은 코모로, 모리셔스를 겸임국 역할을 하고 있다.
대우그룹이 마다가스카르의 영토 상당부분을 구매해 영농 사업을 한 일이 있었는데 마다가스카르 농부들을 거의 소작농으로 부려먹은 탓에 마다가스카르 국민들이 대한민국을 별로 좋지 않게 보고 있다.

### 프랑스와의 관계
물론 프랑스는 과거 마다가스카르를 지배한 적이 있었기 때문에 마다가스카르 정치에 어느 정도 영향력이 있으며 계속 마다가스카르의 정치가 불안정한 상황을 보이자 프랑스 정부에서 마다가스카르 정부에 압력을 넣었고 그 결과 마다가스카르 정부에서 프랑스 정부를 달래기 위해서 역대 마다가스카르 대통령 5명이 모두 모여 선거를 다시 실시했으며 그 결과 가장 나이가 어린 후보인 안드리 라조엘리나가 당선되었다.

## 사진

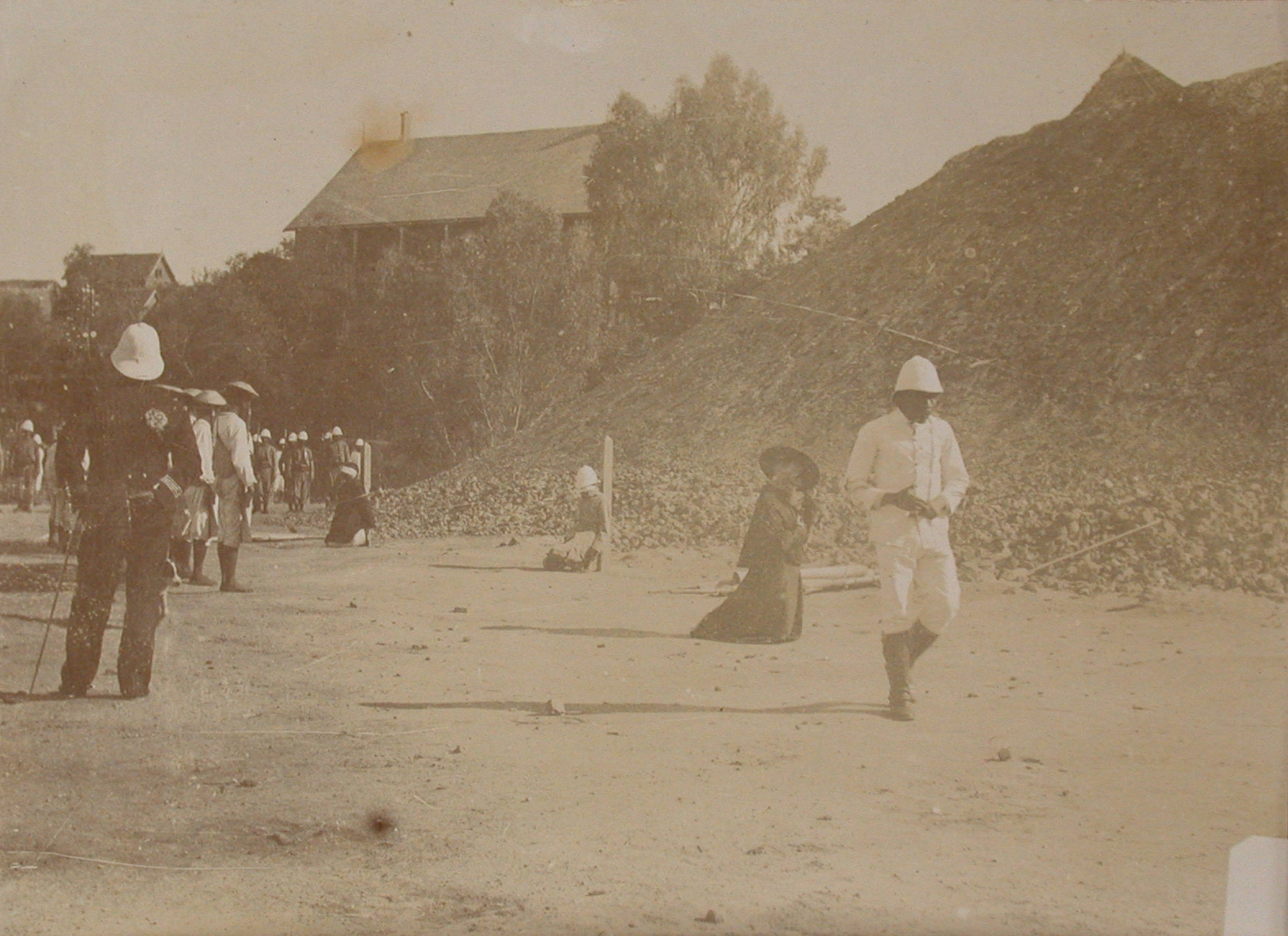
1896년 10월 15일  프랑스와 마다가스카르의 합병에 반대했던  Rainrainampandry 내무부 장관과 Ratsimamanga 왕자 (여왕의 삼촌)가 처형되었다.
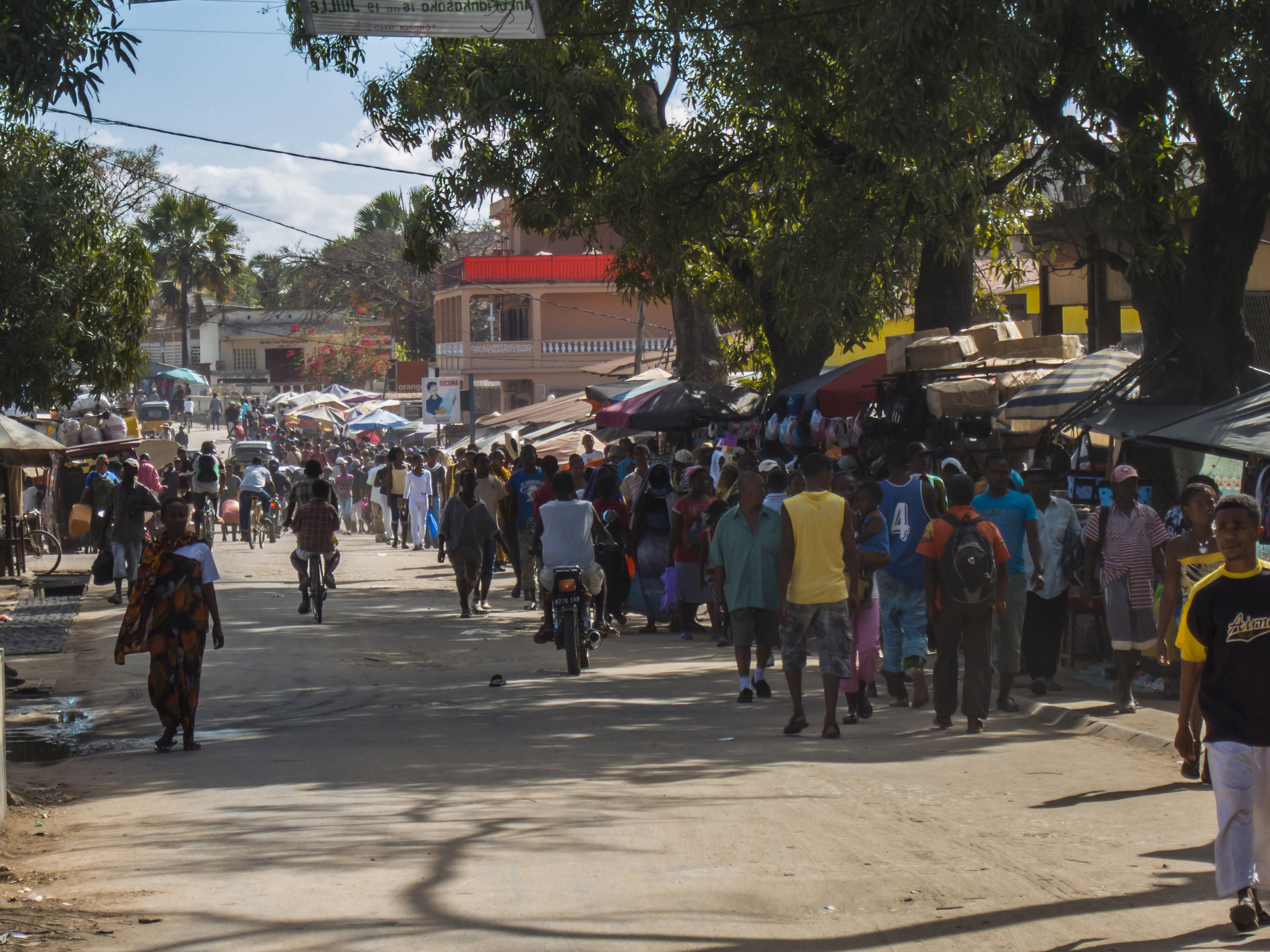
북부도시  Ambilobe 목요일 시장
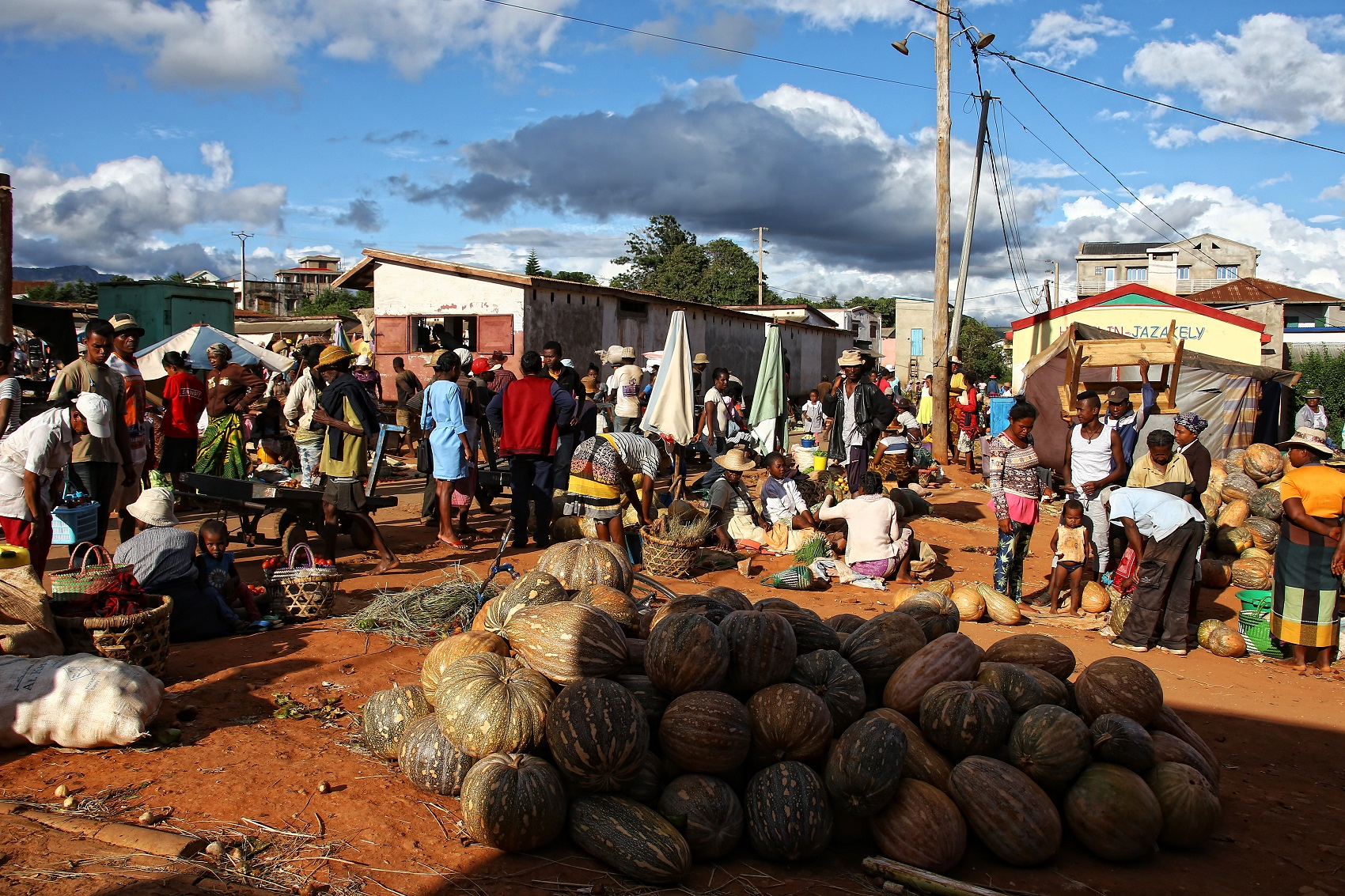
시장에서 사고파는 사람들
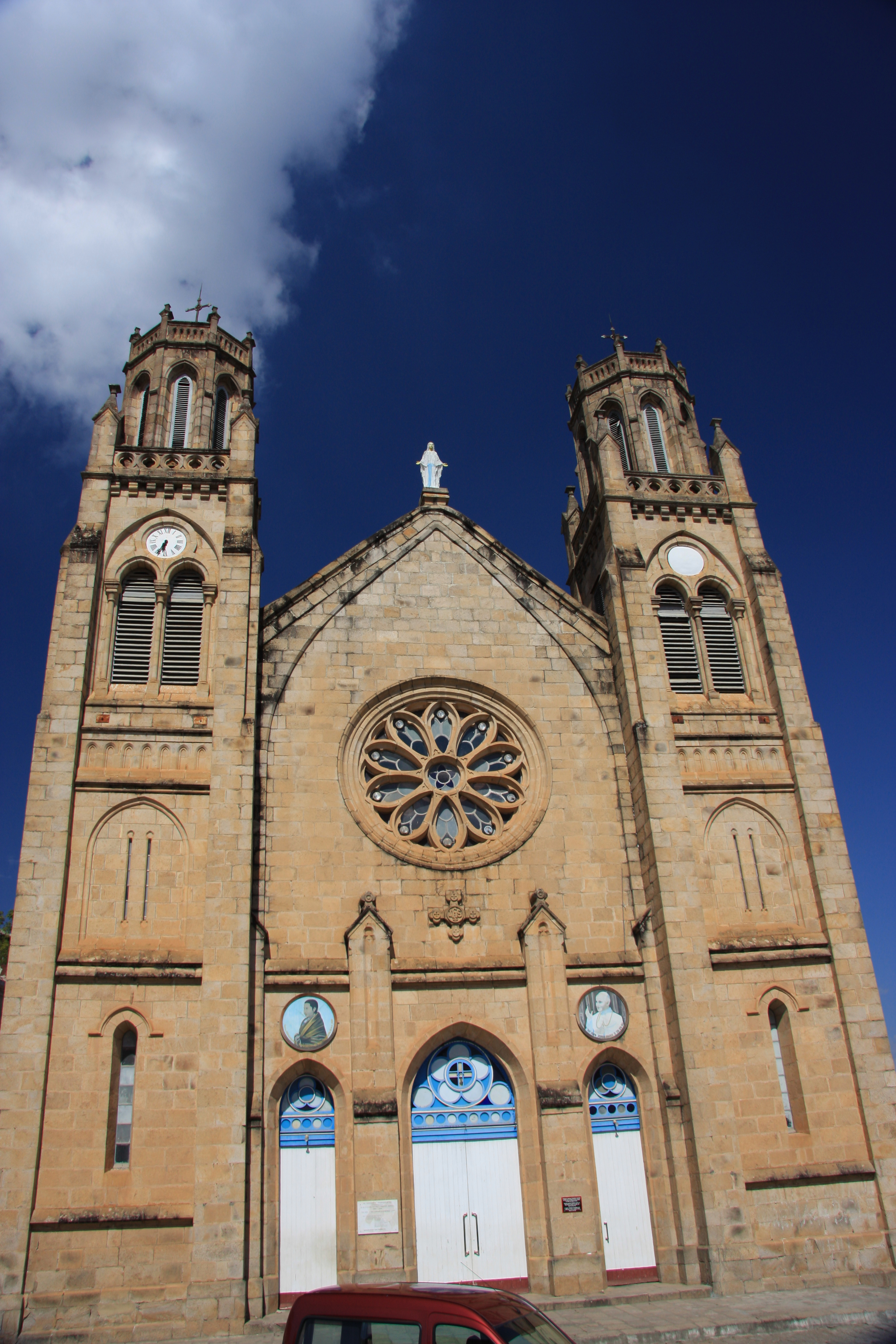
Antananarivo에 있는 교회
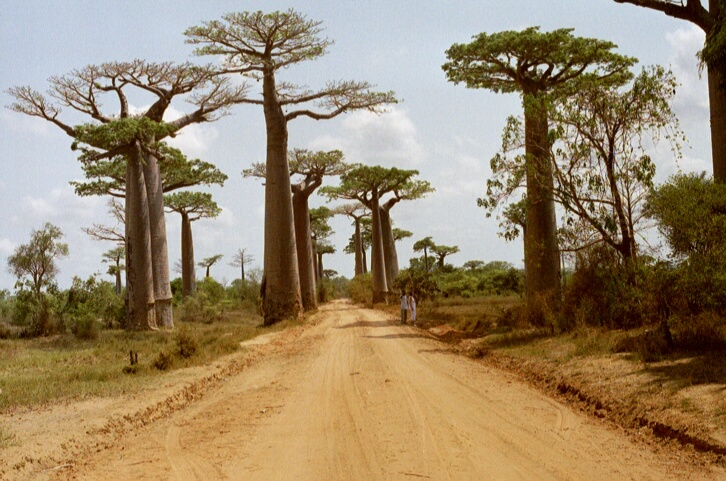
바오밥 나무